# 아이노섬 (신구정)

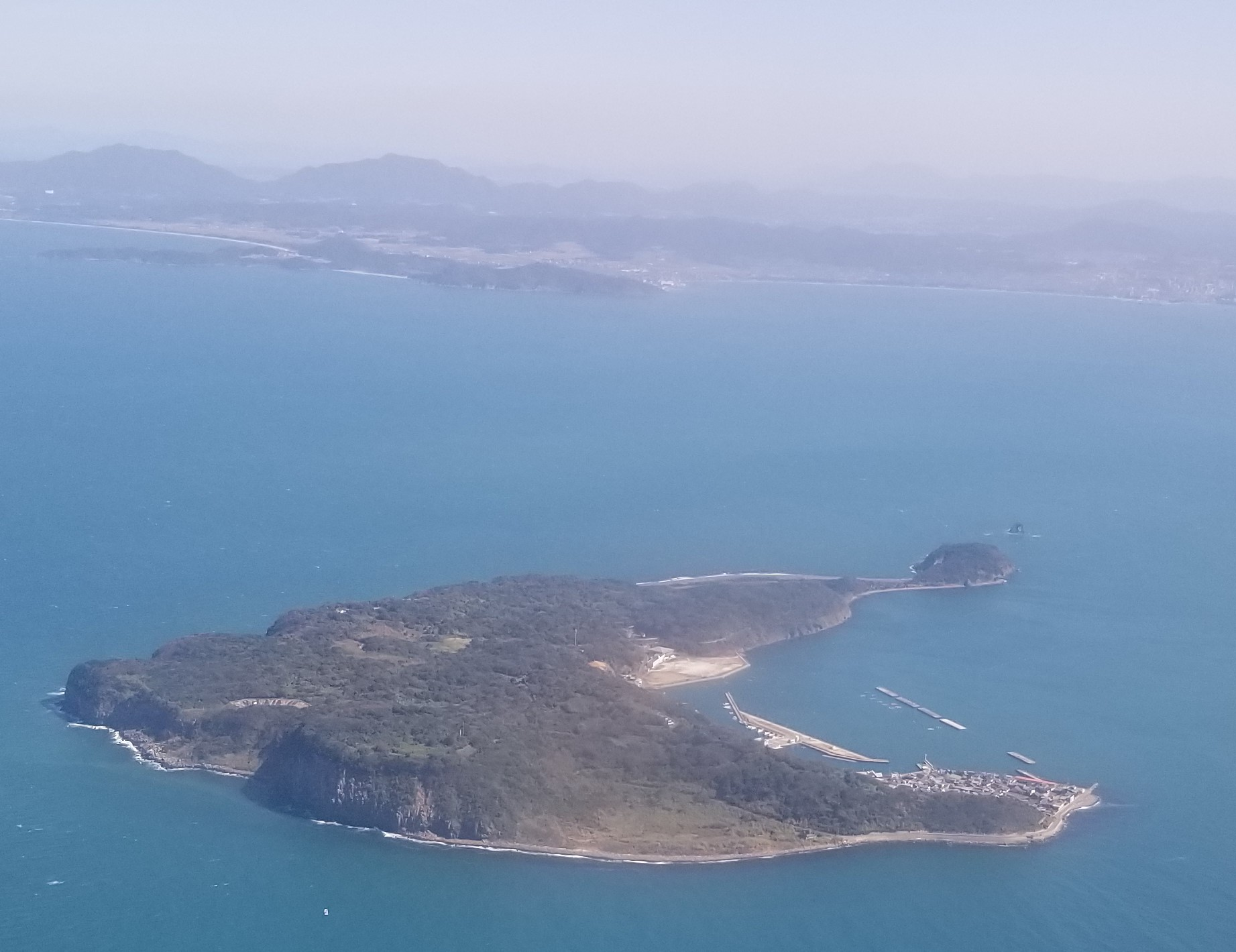
항공기를 통해 촬영한 아이노섬 전경

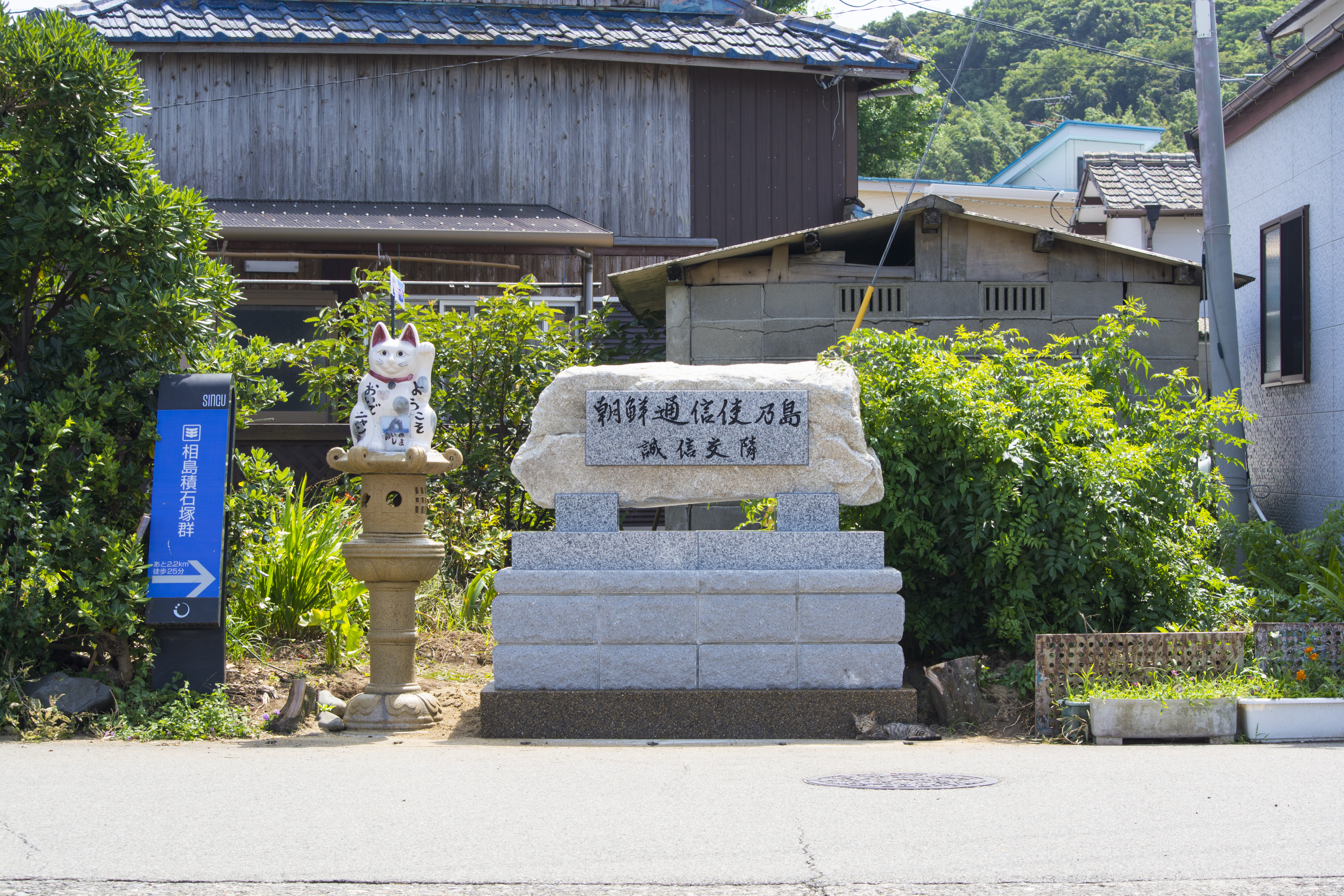
아이노섬의 도항선 대기소 부근에 위치하고 있는 기념비. 조선통신사와도 연관이 깊다.

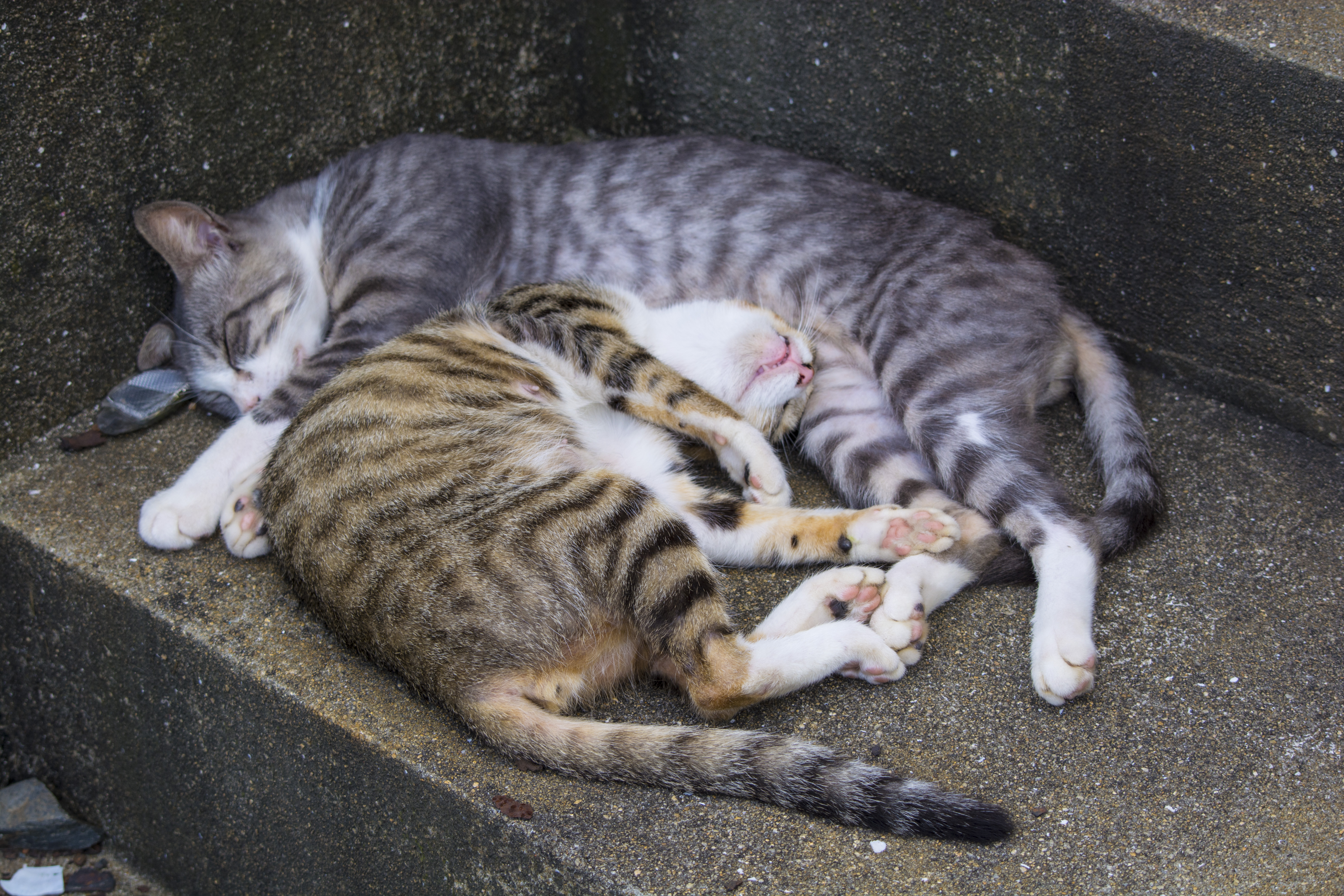
아이노섬에서 휴식을 취하고 있는 고양이의 모습

아이노섬(相島)은 일본 규슈 후쿠오카현 가스야군 신구정에 위치해 있는 섬이다. 규슈 본토의 신구정에서 서북쪽 약 7.5km 떨어진 겐카이나다에 있는 섬이다. 이 섬은 동해에 떠 있는 섬이다. 이 섬 주변에는 시카노섬을 비롯해 여러 섬들이 많이 몰려 있다.
일본에서는 조선통신사의 섬이라고도 불린다. 조선 통신사가 일본의 혼슈로 진입할 때 거쳐가던 섬이며, 조선통신사들이 타고 오던 선단의 배가 침몰 하였을 때 떠내려온 시체들의 무덤을 당시 일본인들이 만들어 둔 섬이기도 하다.
그리고 섬에 고양이가 많아 고양이의 섬(猫の島)이라는 별칭이 있다.

## 고양이의 섬
이 섬도 에히메현에 있는 외딴 섬인 아오시마섬과 비슷하게 고양이만 사는 마을로 알려져 온 것으로 드러나고 있다. 그 외에도 아오시마섬과 달리 아이노섬에서는 고양이에게 사료를 제공하는 것은 원칙적으로 금지되어 있다. 따라서 아이노섬에는 고양이 사료를 지역 주민에게 납품하게 되어 있는 경우가 있기 때문에 아이노섬에 방문할 때 외부 음식은 가능하다. 다만, 고양이 사료의 반입 여부는 열악한 오지마을로 취급받고 있는 아오시마섬과 달리 아이노섬에서는 당연히 불가능하다.

## 미디어
- EBS 1TV : 고양이를 부탁해

## 교통
- 후쿠오카현도 제599호선

## 같이 보기
- 아오시마섬
- 허우퉁 고양이 마을
- 욕지도
- 유야케단단
- 길리 트라왕안
- 이드라섬
- 쿠칭
- 라르고디토레아르헨티나(영어판)
- 춘천 효자마을
- 애도